# Olympische Winterspiele 1998/Teilnehmer (Slowakei)
| Gelbes Symbol für Goldmedaillen mit stilisierten Olympischen Ringen | Graues Symbol für Silbermedaillen mit stilisierten Olympischen Ringen | Braundes Symbol für Bronzemedaillen mit stilisierten Olympischen Ringen |
| ------------------------------------------------------------------- | --------------------------------------------------------------------- | ----------------------------------------------------------------------- |
| —                                                                   | —                                                                     | —                                                                       |

Die Slowakei nahm an den Olympischen Winterspielen 1998 im japanischen Nagano mit einer Delegation von 37 Athleten in sieben Disziplinen teil, davon 29 Männer und 8 Frauen. Ein Medaillengewinn gelang keinem der Athleten.
Fahnenträger bei der Eröffnungsfeier war der Skilangläufer Ivan Bátory.

## Teilnehmer nach Sportarten

### Biathlon
Männer
- Ľubomír Machyniak
10 km Sprint: 41. Platz (30:30,3 min)
20 km Einzel: 38. Platz (1:01:43,7 h)

Frauen
- Martina Halinárová
7,5 km Sprint: 7. Platz (23:54,5 min)
15 km Einzel: 46. Platz (1:01:56,5 h)
4 × 7,5 km Staffel: 4. Platz (1:41:20,6 h)

- Tatiana Kutlíková
4 × 7,5 km Staffel: 4. Platz (1:41:20,6 h)

- Soňa Mihoková
7,5 km Sprint: 4. Platz (23:42,3 min)
15 km Einzel: 26. Platz (59:20,8 min)
4 × 7,5 km Staffel: 4. Platz (1:41:20,6 h)

- Anna Murínová
7,5 km Sprint: 9. Platz (23:56,7 min)
15 km Einzel: 48. Platz (1:02:06,7 h)
4 × 7,5 km Staffel: 4. Platz (1:41:20,6 h)

### Eishockey
Männer
| - Peter Bondra - Zdeno Cíger - Jozef Daňo - Ivan Droppa - Oto Haščák - Branislav Jánoš - Stanislav Jasečko - Ľubomír Kolník - Roman Kontšek - Miroslav Mosnár - Igor Murín | - Ján Pardavý - Róbert Petrovický - Vlastimil Plavucha - Peter Pucher - Karol Rusznyák - Ľubomír Sekeráš - Roman Stantien - Róbert Švehla - Ján Varholík - Ľubomír Višňovský |

- 10. Platz

### Eiskunstlauf
Männer
- Róbert Kažimír
26. Platz (nicht für die Kür qualifiziert)

### Rennrodeln
Frauen
- Mária Jasenčáková
15. Platz (3:27,365 min)

### Skilanglauf
Männer
- Martin Bajčičák
10 km klassisch: 67. Platz (31:29,0 min)
15 km Verfolgung: 38. Platz (44:54,6 min)
30 km klassisch: 28. Platz (1:40:52,5 h)
50 km Freistil: Rennen nicht beendet
4 × 10 km Staffel: 11. Platz (1:44:31,6 h)

- Ivan Bátory
10 km klassisch: 60. Platz (31:07,6 min)
15 km Verfolgung: 33. Platz (44:18,2 min)
30 km klassisch: 26. Platz (1:40:47,8 h)
50 km Freistil: 19. Platz (2:13:54,5 h)
4 × 10 km Staffel: 11. Platz (1:44:31,6 h)

- Ivan Hudač
10 km klassisch: 85. Platz (33:41,9 min)
15 km Verfolgung: 64. Platz (50:14,7 min)
30 km klassisch: 59. Platz (1:50:11,6 h)
50 km Freistil: Rennen nicht beendet

- Stanislav Ježík
10 km klassisch: 64. Platz (31:11,2 min)
15 km Verfolgung: 57. Platz (48:30,3 min)
30 km klassisch: 46. Platz (1:44:01,0 h)
4 × 10 km Staffel: 11. Platz (1:44:31,6 h)

- Andrej Páricka
4 × 10 km Staffel: 11. Platz (1:44:31,6 h)

Frauen
- Jaroslava Bukvajová
5 km klassisch: 16. Platz (18:39,7 min)
10 km Verfolgung: 18. Platz (30:34,5 min)
15 km klassisch: 10. Platz (49:02,0 min)
30 km Freistil: 15. Platz (1:28:21,0 h)

- Alžbeta Havrančíková
5 km klassisch: 58. Platz (19:48,5 min)
10 km Verfolgung: 40. Platz (32:21,3 min)
30 km Freistil: 25. Platz (1:30:38,6 h)

### Skispringen
- Martin Mesík
Normalschanze: 60. Platz (nicht für den 2. Sprung qualifiziert)
Großschanze: 26. Platz (198,0)

### Snowboard
Frauen
- Jana Šedová
Riesenslalom: Rennen im ersten Lauf nicht beendet